# 市原由美
市原由美（1966年6月27日—），日本女性配音員。東京俳優生活協同組合（簡稱俳協）所屬。出身於靜岡縣。

## 人物簡介
- 本名相同，舊藝名有黑田由美（日语：黒田 由美／くろだ ゆみ）、 市原由美、[注 1][來源請求]。
- 音域為女高音。1993年加入經紀公司劇團青年座[1]，2002年[1]轉入東京俳優生活協同組合（簡稱俳協），至2009年8月為止所屬[1]。2011年9月，改現藝名同時又返回俳協[1]。
- 為人熟悉的代表配音作品有動畫《機動戰士V鋼彈》的莎蒂·卡倫（日语：シャクティ・カリン）、《心之圖書館》的愛洛朵、《犬夜叉》的五月、《平成狸合戰》的小春[1]；遊戲《鋼彈戰役（日语：ガンダムバトルタクティクス）》&《鋼彈突擊求生戰（日语：ガンダムアサルトサヴァイブ）》的夏洛特·海普納[1]。
- 興趣和特長為書道[1]。

## 演出作品
※粗體字表示說明飾演的主要角色。

### 電視動畫
1993年
- 機動戰士V鋼彈（莎蒂·卡倫（日语：シャクティ・カリン））
- 家有賤狗

1995年
- 新機動戰記鋼彈W（女學生B）
- 墮落三人組 楠屋敷的咕嚕咕嚕大人（日语：ズッコケ三人組#『ズッコケ三人組 楠屋敷のグルグル様』）（安藤圭子）
- 麵包超人（檸檬妹妹〈第3代〉）
- 酷媽寶貝蛋（國立媽媽）

1996年
- 天才寶貝（後藤浩子〈初代〉）
- 烏龍派出所（純平〈第2代〉）
- 灰姑娘物語（瑪麗）
- YAT安心！宇宙旅行（日语：YAT安心!宇宙旅行）（守）

1997年
- CLAMP學園偵探團（女學生C、女學生B、美術社設員B、女學生B、女孩子C）

1998年
- 爆走兄弟Let's & Go!! MAX（祐司）

2001年
- 犬夜叉（五月）
- 心之圖書館（愛洛朵）

2002年
- 鈴鐺貓娘Panyo Panyo（歐巴）

### OVA
1993年
- 我是大哥大!!（森川涼子）

1995年
- 若（米爾法）

1997年
- 妙筆小呆（日语：フォトン (OVA)）
- 變（日语：変 (漫画)）（中山）

### 電影動畫
1994年
- 平成狸合戰（小春）

### 遊戲
1997年
- （倍賞沙耶子）

2001年
- 吉翁最前線 機動戰士鋼彈0079（日语：ジオニックフロント 機動戦士ガンダム0079）（夏洛特·海普納）
- 見羽天使 ～1st Sunny Side～（日语：てんたま）（渡瀨雙葉、繪里）

2005年
- 鋼彈戰役（日语：ガンダムバトルタクティクス）（夏洛特·海普納）

2007年
- SD鋼彈 G世代 SPIRITS（莎蒂·卡倫）

2009年
- SD鋼彈 G世代 WARS（莎蒂·卡倫）

2010年
- 鋼彈突擊求生戰（日语：ガンダムアサルトサヴァイブ）（夏洛特·海普納）

2011年
- SD鋼彈 G世代 WORLD（莎蒂·卡倫）

2012年
- SD鋼彈 G世代 OVER WORLD（莎蒂·卡倫）

### 外語配音
1997年
- 擋不住的奇蹟（Faye Dolan〈Liv Tyler 主演〉）

### 廣播劇
1999年
- 夫妻成長日記（小野田優良）

## 腳註

## 外部連結
- 東京俳優生活協同組合公式官網的聲優簡介 （日語）